# 西蒙·德·波伏娃奖
西蒙娜·德·波伏娃奖（法語：Prix Simone de Beauvoir pour la liberté des femmes）是一项表彰女性自由的国际人权奖项，2008年起授予为男女平等以及反对人权侵害而抗争的个人或团体。该奖取名自法国作家和哲学家西蒙娜·德·波娃，她的名作有1949年女权论述《第二性》。
哲学家茱莉亞·克莉斯蒂娃是西蒙娜·德·波伏娃奖委员会的领导人。
根据组织者：

“自由是人类终极追求，唯其使然”，秉此西蒙娜·德·波伏娃理念，本奖授予每年的非凡者，表彰其堪为世范的勇气与精神。

## 获奖者
- 2013年：馬拉拉·優素福扎伊[4]
- 2010年：艾晓明、郭建梅[5][6][7]
- 2009年：百万签名（英语：One Million Signatures），伊朗女权运动（英语：Women's rights movement in Iran），旨在消除伊朗法律的性别歧视。[8]
- 孟加拉国作家塔斯莱玛·纳斯琳，荷兰女权主义者、作家和政治家阿亚安·荷西·阿里[9][10]

## 授奖委员会
现在的授奖委员会由大约20名国际知名人士组成，包括一些作家、社会学家、哲学家、记者以及政治家。
朱丽娅·克里斯特娃是西蒙娜·德·波伏娃奖委员会的创立者和领导人。

### 委员会成员列表
1. 伊莉莎白·巴丹戴爾，作家，哲学教授
2. Gerard Bonal，作家
3. 安妮·艾諾，作家
4. Claire Etcherelli，作家
5. Elizabeth Fallaize，牛津大学法语教授
6. Madeleine Gobeil-Noel，曾任联合国教科文组织总干事
7. Michel Kail，发行人
8. Liliane Kandel，社会学家
9. Ayse Kiran，土耳其安卡拉Hacettepe大学的内科医生
10. 克勞德·朗玆曼，电影制作者
11. Bjorn Larsson，作家
12. Liliane Lazar，作家，美国西蒙娜·德·波伏娃协会
13. Annette Levy-Willard，记者
14. Anne-Marie Lizin，政治家，曾任比利时参议院主席
15. 凱特·米列，美国女权主义者
16. Yvette Roudy，曾任法国妇女权益部部长
17. Daniele Sallenave，作家、记者
18. Josyane Savigneau，Le Monde的记者
19. 艾麗斯·施瓦策爾，德国女权主义者
20. Annie Sugier，女权协会主席(association féministe)
21. Linda Weil-Curiel，律师
22. Anne Zelensky，妇女法案联盟主席(la Ligue du Droit des femmes)

## 引用
1. 1 2  . Campaign for Equality. 2009年1月9日. （原始内容存档于2009年2月1日）.
2. ↑  . Change for Equality. 2009年1月10日. （原始内容存档于2009年2月1日）.
3. ↑   (PDF). CulturesFrance. January 14, 2008.[永久]
4. ↑  .   [2015-06-08]. （原始内容存档于2014-10-21）.
5. ↑  . RFI. 2010年1月6日. （原始内容存档于2016年3月6日）.
6. ↑  Kristeva, Julia. . the Guardian. 2011-06-21  [2021-08-18]. （原始内容存档于2021-12-03） （英语）.
7. ↑  . AsiaPortal. AsiaPortal.   [2021-08-18]. （原始内容存档于2021-08-18）.
8. ↑  . Prix Simone de Beauvoir official weblog. 2009年1月9日  [12 Oct 2009]. （原始内容存档于2019年10月6日）.
9. ↑  . RFI. 2008年5月21日. （原始内容存档于2021年2月25日）.
10. ↑  . France-Diplomatie (French Ministry of Foreign and European Affairs). 2008年5月21日. （原始内容存档于2015年4月3日） （英语）.
11. ↑  . Radio Zamaneh. （原始内容存档于2016-03-04） （波斯语）.
12. ↑  . Change for Equality. January 10, 2009. （原始内容存档于2009年2月1日）.